# Station Mienia
Station Mienia is een spoorwegstation in de Poolse plaats Mienia.